# Everybody Dance
「Everybody Dance」（エブリバディダンス）は、西城秀樹の84枚目のシングル。2002年6月26日にユニバーサルJから発売された。

## 解説
- NHK教育『天才てれびくんワイド』のアニメ『ベイベーばあちゃん』の挿入歌。

## 収録曲
（全作詞：有森聡美）
1. Everybody Dance [3:52]
作曲・編曲：長谷川智樹
2. Madness Love [4:20]
作曲：西城秀樹／編曲：芳野藤丸
3. Everybody Dance（Backing Track） [3:51]
4. Madness Love（Backing Track） [4:16]